# Гасымов, Тариель Искандер оглы
Гасымов Тариель Искандер оглы (род. 4 февраля 1939, Кёчаскер, Агстафинский район) — актёр театра и кино Азербайджана, Заслуженный артист Азербайджанской ССР (1979) и Народный артист Азербайджана (1991).

## Жизнь и деятельность
Тариель Искандер оглы Гасымов родился 4 февраля 1939 года в селе Кёчаскер Агстафинского района. В 1956 году он поступил в Институт физкультуры. Когда он учился в институте физкультуры, начал ходить в драмкружок Лютфи Мамедбекова. Будучи студентом второго курса, он играл в спектакле в Театре юного зрителя. Свои документы в Театральный институт он передал в 1960 году с письмом от руководства театра. Его приняли на факультет кино и драматического актёрского мастерства — курс Рзы Тахмасиба. Его приняли в Драматический театр на третьем курсе. В 1964 году окончил факультет драматического и киноактерского искусства Азербайджанского государственного театрального института. С 1 октября 1964 года (с некоторыми перерывами) — актёр Азербайджанского государственного театра юного зрителя. Проработав в Театре Юного Зрителя 2 года, он был приглашен в Нахичеванский государственный музыкально-драматический театр. В 1967 году он был одним из первых актёров только что открытого Азербайджанского театра в Ереване. В 1968 году вернулся в Баку и работал ассистентом режиссёра на киностудии. В 1972 году вернулся в Театр юного зрителя. С 1997 года — художественный руководитель и режиссёр Казахского государственного драматического театра. В настоящее время работает в Театре юного зрителя. Помимо «Азербайджанфильма», снимался в фильмах на киностудиях «Туркменфильм», «Таджикфильм», «Узбекфильм», «Мосфильм», DEFA (Германия): «Рустам и Сохраб» (1969—1971, «Таджикфильм», 3 серии, реж. Борис Кимягаров), «Цвет золота». (1975, Туркменфильм), «Ночь в Чили» (1982, Мосфильм), «До свидания, зелёное лето» (1983, Узбекфильм), «Смысл жизни» (1983, Узбекфильм, 2 серии), «Пламенные дороги» (1981—1983, Узбекфильм, 17 серий), «Сахиб» (1983, Узбекфильм), «Соня сообщает» (1983, 2 серии, DEFA (Германия), режиссёр Штефан Бернхард).

## Книги
1. В художественных образах жизни
2. Вера

## Награды
- Заслуженный артист Азербайджанской ССР — 9 февраля 1979 г.
- Народный артист Азербайджана — 22 мая 1991 г. — за заслуги в развитии советского театрального искусства Азербайджана[2].
- Персональная пенсия Президента Азербайджанской Республики — 1 апреля 2005 г.[4].
- Орден «Труд» III степени — 10 декабря 2018 г. — по случаю 90-летнего юбилея Азербайджанского государственного театра юного зрителя и за заслуги в развитии театрального искусства в Азербайджане[5].

## Фильмография
1. День рождения (фильм, 1977) (художественный фильм) — роль: Хасан
2. Последний перевал (фильм, 1971) (художественный фильм) — роль: брат Худаяра
3. Последняя остановка (фильм, 2014)
4. Бабек (фильм, 1979)
5. Горсть земли (фильм, 2009)
6. Парни нашей улицы (фильм, 1973)
7. Ночь в Чили (1982, Мосфильм)
8. Через горный лес… (1964)
9. Круг (фильм, 1989)
10. Свет погасших костров (фильм, 1975)
11. Родные берега (фильм, 1989)
12. До свидания, зелёное лето (1983, узбекский фильм)
13. Приключение молодости (фильм) (полнометражное телешоу) (АзТВ)
14. Старая черешня (фильм, 1972)
15. Жизнь, ты чей? (фильм, 1972)
16. Смысл жизни (1983, узбекский фильм)
17. Суд (фильм, 1994)
18. Уважаемые коллеги-ученые (фильм, 1971)
19. Особая ситуация (фильм, 1986)
20. Допрос (фильм, 1979)
21. Жди знака с моря (фильм, 1986)
22. Мститель из Гянджабасара (фильм, 1974)
23. Газельхан (фильм, 1991)
24. Цвет золота (1975, Туркменфильм)
25. Фламинго, розовая птица (фильм, 1972)
26. Старики (фильм, 2008)
27. Не бойся, я с тобой (фильм, 1981)
28. Чернушка (1966)
29. Заключенные (фильм, 2007)
30. Солнце достигает своего пика
31. Насими (фильм, 1973)
32. Пламенные дороги (1977—1984, узбекский фильм)
33. Чародейка (фильм, 2002)
34. Другая жизнь (фильм, 1987)
35. Рустам и Сохраб (1969, Таджикфильм)
36. Сахиб (1983, узбекский фильм)
37. Ночь без берега (фильм, 1989)
38. Последний дервиш (фильм, 2009)
39. Репортажи Сони (1983, Германия)
40. Сурейя (фильм, 1987)
41. Дьявол на виду (фильм, 1987)
42. Не бойся, когда ты один… (сериал, 2013)
43. Забытый человек (фильм, 1987)
44. Иду на вулкан (фильм, 1977)
45. Месть Тахиры (сериал, 2009) — роль: Фазиль